# Ácido idurónico
El ácido L-idurónico es un ácido urónico, componente de glucosaminoglucanos como el dermatán sulfato o del anticoagulante heparina, donde es el residuo de ácido urónico más frecuente en los disacáridos que conforman su estructura. Es un epímero en el carbono 5 del ácido glucurónico. Se trata de un azúcar ácido al haber sustituido un grupo hidroxilo por un grupo carboxilo.